# Johannes Ferrarius

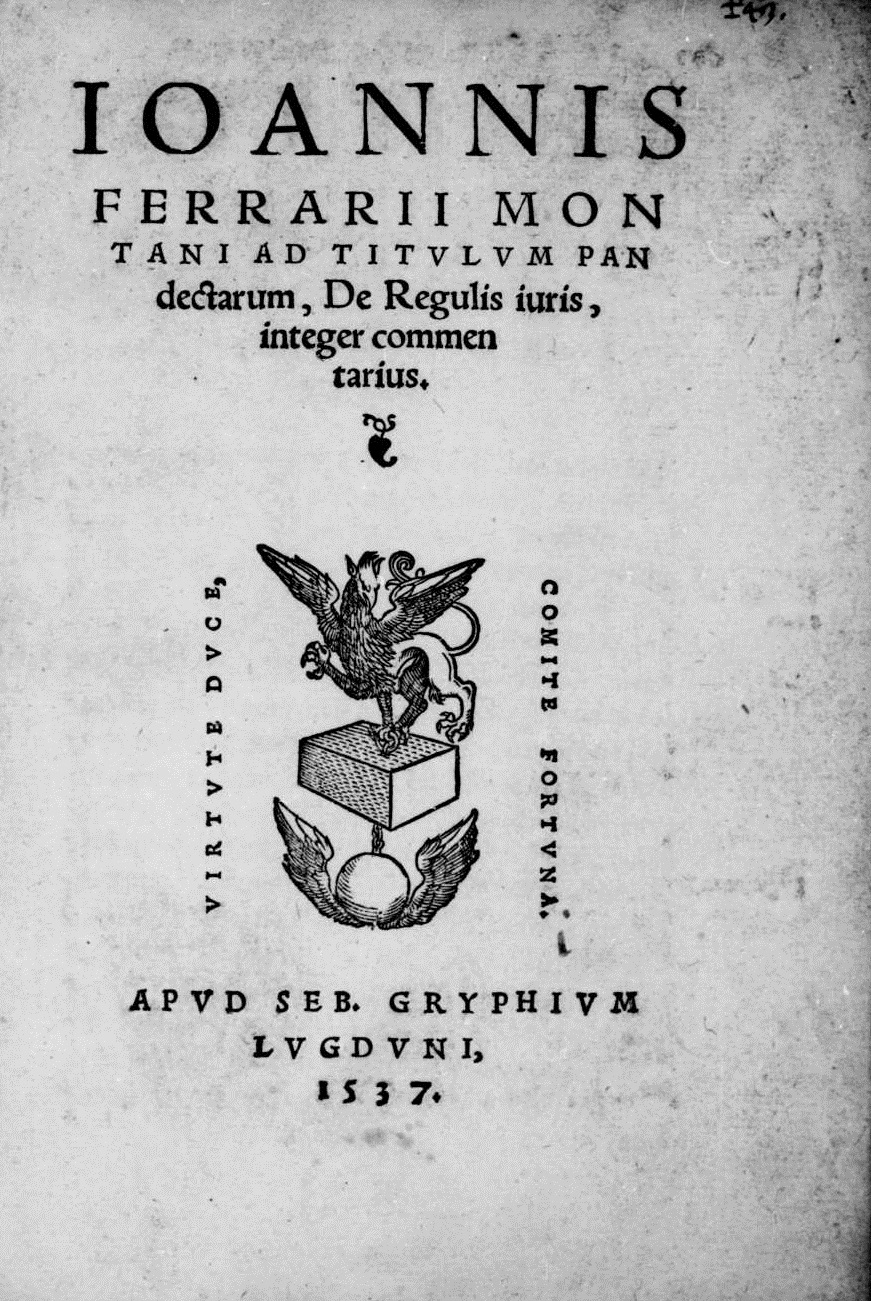
Ad titulum Pandectarum De regulis iuris commentarius, 1537

Johann(es) Ferrarius, o Johannes Eisermann, noto anche come Johannes Ferrarius Montanus (Amöneburg, intorno al 1486 – Marburgo, 25 giugno 1558), è stato un giurista, teologo e filosofo tedesco.

## Biografia
Dopo aver frequentato la scuola a Münster in Vestfalia, si iscrisse nel 1510 all'Università di Wittenberg. Lì completò lo studio di base delle sette arti liberali presso la Facoltà di Filosofia. Dopo aver conseguito il diploma di maturità nel 1512 e il titolo accademico di Magister nel 1514, nel 1515 si immatricolò alla Facoltà di Filosofia, ma passò poi allo studio in Teologia. Dopo aver conseguito la laurea in Teologia nel 1517, si interessò di medicina, ottenne una licenza e un dottorato ingenuarum artium . Ferrarius acquisì via via onorificenze accademiche in tutte e quattro le facoltà dell'università. Nel 1518 incontrò a Wittenberg Filippo Melantone e tenne lezioni all'Accademia di Wittenberg.
Come professore alla Facoltà di Filosofia, insegnò Zoologia a partire da Aristotele, alternandosi con l'incarico di insegnante per l'Institutio oratoria di Quintiliano. Considerava gli obblighi di insegnamento un fastidioso onere, e non se ne occupava con sufficiente diligenza. Nel 1521 fu ufficialmente ripreso e gli fu raccomandato di leggere Quintiliano e Plinio. In seguito quindi aggiornò il programma dei suoi corsi alla "Lectio Pliniana" di Plinio, opera di transizione verso il secondo libro della cosmologia della "Naturalis Historica". Dopo aver assunto il rettorato dell'università nel semestre invernale del 1521, abbandonò gradualmente l'insegnamento. 
Andò a Marburg nel 1523, entrò nel consiglio comunale e divenne giudice popolare presso il tribunale cittadino. Dedicandosi ora completamente alla giurisprudenza, divenne consigliere della corte di  Marburg, fu nominato da Filippo I d'Assia professore di diritto civile all'università fondata nel 1527, e nominato il 19 maggio 1527 rettore fondatore dell'Università di Marburgo. Dopo essere stato nuovamente rettore dell'Accademia nel 1532, ricevette il dottorato in giurisprudenza a Marburgo, fu nel 1536 vice-cancelliere e fino al 1558 altre cinque volte Rettore dell'Accademia. Fu sepolto nella chiesa di Santa Elisabetta di Turingia (Elisabethkirche) a Marburgo. 
Come avvocato, ha lasciato molti scritti che associano lo spirito evangelico alla vita dello stato. A Wittenberg si dedicò a opere epiche, distici elegiaci e poesie occasionali. Per conto del suo langravio nel 1536 richiamò a Marburgo Eobanus Hessus da Erfurt. Ferrarius era sposato con Adelheid Dornberger.

## Opere
- Notae in Institutiones, Marburg 1532.
  -  Adnotationes in quatuor Institutionum Iustiniani libros.
- Commento, titolo dell'annuncio. Pandectar. De regulis juris, Marburg 1537.
  - (LA) Ad titulum Pandectarum De regulis iuris commentarius, Lyon, Sébastien Gryphius, 1537.
- De appellationibus. Supplicandi usu, restrutione adversus rem iudictam ..., anche con il titolo Progymnasmata forensia sive processus iudiciarii recepti libri V, Marburg 1542, 1554.
- Enchiridon de iudiciorum praeexercitamentis, Marburg 1554.
- De vita Divae Elisabethae, Lipsia 1518.
- Ad inlustrissimum principem Volfgangum comitem Palatinum Rheni, ducem Bavariae etc. panegyricus, Wittenberg 1516.
- Tractatus de re publica bene instituenda, Marburg 1533, 1556.